# Aílton (football, 1973)
Pour les articles homonymes, voir Aílton.
Aílton Gonçalves da Silva dit Aílton, né le 19 juillet 1973 à Mogeiro (Paraíba), est un footballeur brésilien évoluant au poste d'attaquant.

## Biographie

### Débuts au Brésil (1993-1998)
Aílton Gonçalves da Silva est originaire de la campagne brésilienne. Il grandit à Mogeiro, à 200 kilomètres de Recife, avec ses quatre frères et trois sœurs. Attaquant de formation, petit mais costaud, il perce sous les couleurs du Guarani FC avec qui il est sacré meilleur buteur en 1996. Aílton effectue un crochet par les Tigres de Monterrey avant de gagner son billet pour l'Europe.

### Révélation au Werder Brême (1998-2004)
Recruté par le Werder Brême, Aílton fait ses débuts en Bundesliga le 17 octobre 1998 contre le SC Fribourg (2-3). Malgré des premiers pas difficiles avec Felix Magath, son entraîneur de l'époque qui lui reproche un excès de poids et une condition physique insuffisante, le Brésilien gagne la confiance des siens. L'arrivée de Johan Micoud au Werder le fournit en ballon et le place en tête du classement des buteurs en 2003-2004.

### Deux clubs par an (2004-2009)
Depuis son départ de Brême, il est retombé dans l'anonymat total, et après un passage remarqué au Besiktas Istanbul, il a fait des passages éclairs dans certains clubs moins huppés que ceux qui l'ont révélé.

### Fin en amateur (2010-2014)
En janvier 2010, il décide de revenir en Allemagne, en signant dans un petit club au glorieux passé, le KFC Uerdingen 05.
En janvier 2012, il participe sur la télévision allemande RTL à une émission intitulée Ich bin ein Star – Holt mich hier raus! qui se passe dans la jungle australienne. 
En 2020 il participe à la 13e saison de Let's Dance, la version allemande de Danse avec les stars.

## Palmarès

### En club
| - Werder Brême - Coupe de la Ligue d'Allemagne - Finaliste : 1999. - Coupe d'Allemagne - Vainqueur : 2004. - Finaliste : 2000. - Championnat d'Allemagne - Vainqueur : 2004. |  | - Schalke 04 - Coupe d'Allemagne - Finaliste : 2005. - Championnat d'Allemagne - Vice-champion : 2005. - Coupe Intertoto - Vainqueur : 2004. |

### Distinctions personnelles
- 2004 : Meilleur buteur du Championnat d'Allemagne avec 28 buts.
- 2004 : Élu Footballeur allemand de l'année.

## Statistiques
| Saison      | Club                  | Pays                 | Championnat         | Coupes nationales | Coupes Continentales                | Brésil |
| ----------- | --------------------- | -------------------- | ------------------- | ----------------- | ----------------------------------- | ------ |
| 1993        | Ypiranga FC           | Championnat Gaúcho   | ?                   | ?                 | ?                                   | -      |
| 1994        | SC Internacional      | Série A              | ?                   | ?                 | ?                                   | -      |
| 1994        | Mogi Mirim EC         | Série B              | ?                   | ?                 | ?                                   | -      |
| 1995        | Mogi Mirim EC         | Série B              | ?                   | ?                 | ?                                   | -      |
| 1995        | SC Internacional      | Série A              | 19 matchs / 3 buts  | ?                 | ?                                   | -      |
| 1996        | Santa Cruz FC         | Série B              | ?                   | ?                 | ?                                   | -      |
| 1996        | Guarani FC            | Série A              | 23 matchs / 11 buts | ?                 | ?                                   | -      |
| 1997        | Guarani FC            | Série A              | 20 matchs / 9 buts  | ?                 | ?                                   | -      |
| 1998        | Tigres UANL           | Primera División     | 23 matchs / 5 buts  | ?                 | ?                                   | -      |
| 1998 - 1999 | Werder Brême          | Bundesliga           | 10 matchs / 1 but   | 1 match           | -                                   | -      |
| 1999 - 2000 | Werder Brême          | Bundesliga           | 29 matchs / 12 buts | 4 matchs          | 9 matchs / 1 but (C3)               | -      |
| 2000 - 2001 | Werder Brême          | Bundesliga           | 31 matchs / 14 buts | 1 match           | 3 matchs / 3 buts (C3)              | -      |
| 2001 - 2002 | Werder Brême          | Bundesliga           | 33 matchs / 16 buts | 2 matchs / 2 buts | 2 matchs / 2 buts (CI)              | -      |
| 2002 - 2003 | Werder Brême          | Bundesliga           | 31 matchs / 16 buts | 6 matchs / 1 but  | 4 matchs (C3)                       | -      |
| 2003 - 2004 | Werder Brême          | Bundesliga           | 33 matchs / 28 buts | 6 matchs / 6 buts | 4 matchs (CI)                       | -      |
| 2004 - 2005 | FC Schalke 04         | Bundesliga           | 29 matchs / 14 buts | 2 matchs / 1 but  | 6 + 7 matchs / 4 + 1 buts (CI + C3) | -      |
| 2005 - 2006 | Beşiktaş JK           | Turkcell Süper Lig   | 14 matchs / 5 buts  | -                 | 4 matchs / 2 buts (C3)              | -      |
| 2005 - 2006 | Hambourg SV           | Bundesliga           | 13 matchs / 3 buts  | -                 | -                                   | -      |
| 2006 - 2007 | Étoile rouge Belgrade | Serbian SuperLiga    | -                   | -                 | 2 matchs / 1 but (C3)               | -      |
| 2006 - 2007 | Grasshopper Zurich    | Axpo Super League    | 13 matchs / 8 buts  | -                 | -                                   | -      |
| 2007 - 2008 | MSV Duisbourg         | Bundesliga           | 8 matchs / 1 but    | -                 | -                                   | -      |
| 2007 - 2008 | Metalurg Donetsk      | Premyer-Liha         | 2 matchs / 1 but    | -                 | -                                   | -      |
| 2008 - 2009 | SC Rheindorf Altach   | Bundesliga           | 12 matchs / 7 buts  | -                 | -                                   | -      |
| 2009        | Campinense            | Série B              | ?                   | ?                 | ?                                   | -      |
| 2009        | Chongqing Lifan       | Chinese Super League | ?                   | ?                 | ?                                   | -      |
| 2009 - 2010 | KFC Uerdingen 05      | Niederrheinliga      | ?                   | ?                 | ?                                   | -      |
| 2010 - 2011 | FC Oberneuland        | Regionalliga         | 12 matchs / 3 buts  | 1 match           | -                                   | -      |
| 2011        | Rio Branco EC         | Série A2             | ?                   | ?                 | ?                                   | -      |